# Lisa Comshaw
Lisa Comshaw, née le 18 février 1964 à Akron (Ohio), est une actrice américaine.

## Biographie
Lisa Comshaw est spécialisée dans les films érotiques. Elle a tourné environ 200 films.

## Filmographie sélective
- 1990 : Sea of Dreams
- 1991 : Slave Farm
- 1992 : Silk Stalkings (série télévisée) : Misty
- 1993 : Renegade (série télévisée) : Patti / Sally
- 1994 : Midnight Confessions : Allyn
- 1995 : Fatal Passion : Rebecca Barlow
- 1996-1997 : Erotic Confessions (série télévisée) : Mary Ann
- 1997 : The Exotic House of Wax : Eve
- 1998 : Lolita 2000 : Juno
- 1999 : Women: Stories of Passion (en) (série télévisée) : Hooker
- 2000 : The Voyeur (mini-série) : Debbie
- 2003 : Insatiable Desires (téléfilm)